# Prepiella strigillata
Prepiella strigillata là một loài bướm đêm thuộc phân họ Arctiinae, họ Erebidae.